# Mitra assimilis
Mitra (Strigatella) assimilis là một loài ốc biển, động vật thân mềm chân bụng sống ở biển trong họ Mitridae, họ ốc méo miệng.
Danh pháp Mitra assimilis Garrett, 1873 đã được tuyên bố là một đồng nghĩa của Vexillum (Pusia) crocatum (Lamarck, 1811) 

## Miêu tả
Loài này có kích thước vỏ thay đổi giữa 10 mm và 25 mm. Khối lượng cơ thể là 14.2 mm. Các cá thể của chúng có thể phát triển đến 0.922 g.

## Sinh sản
Mitra assimilis là loài sinh sản hữu tính.

## Phân bố
Chúng phân bố ở Biển Đỏ và hải vực Ấn Độ Dương-Tây Thái Bình Dương.